# 抑圧された記憶
抑圧された記憶（よくあつされたきおく、Repressed Memory）は、無意識下に封印された記憶、あるいはそのような記憶が存在するとする仮説のことを言う。回復した際の記憶のことを回復記憶（かいふくきおく、Recovered Memory）という。
精神医学の用語・仮説である。自分の記憶の一部があまりに辛いもので、今自分が健やかに生きてゆくのに極端に妨げとなる時（例えば、自己イメージや自分の心理的な存在基盤等を著しく損なう記憶など）、人によっては「反射的」あるいは「衝動的」とでも呼んでよいような方法でその記憶を抑圧することがあるとされる。ジークムント・フロイトが指摘して以来、長らく実際に人間が意図的に記憶を忘却することが可能であるかに関して議論が交わされてきたが、2011年にスウェーデンのルンド大学の研究により脳波の測定によって人間が記憶を意図的に忘却する際の脳の活動メカニズムが判明したと発表された。この研究によって、記憶を忘却する脳のメカニズムを利用して心的外傷後ストレス障害（PTSD）の対処が行われる可能性が示されたが、通常の記憶を利用した研究であるためトラウマ記憶に関しては忘却方法はさらに複雑になることが予想された。

## フロイトの説
オリジナルの「抑圧された記憶」の概念を提唱したのはジークムント・フロイトである。彼によるとこの記憶は性的虐待の記憶の耐えられない苦痛から発生し、その記憶は無意識の領域に封印され、それが意識に影響を与え続けるのだという。
フロイトは1896年に『ヒステリーの病因について』を発表し、ヒステリー患者の女性は幼児期の性的虐待が独: Trauma（トラウマ→心的外傷）となり精神疾患を引き起こすとする「誘惑理論」を公表した。彼は女性12人、男性6人の患者を診察し、一人の例外もなく幼児期に性的虐待を受けていた事実を突き止めていた。ところが、この1年後、前説が変わり、性的虐待の事実は無く幼児性欲による幻想であると唱えた。ただし、同時にそれらの外傷的な記憶は心の真実として意味を持つとしたため、決していい加減に扱っていいと唱えたのではない。
なお、転換後のフロイト自身の説は前期と後期とで大きく違っている。前期においてはLibido（リビドー）を一種の生命力と捉え、それを抑圧することが病理を引き起こすというものであった。この段階でフロイトは初めの「誘惑理論」の説を変化させ、「エディプスコンプレックス」の概念を提唱した。
フロイトは問題の説の転換のさらに後にその説を再び変化させ、内在化された社会的な禁令（タブー）に目を向けだす。1923年、フロイトは『自我とエス』を発表。深層心理の考えに基づいたそれまでの独: Bewusstsein（「意識」）、独: Vorbewusste（「前意識」）、独: Das Unbewusste（「無意識」）から変化し、新たなる独: Über Ich（「超自我」）、独: Ich（「自我」）、独: Es（「エス」）の局所論的観点を唱える。
それによると、社会的禁令が内面化されたものが「超自我」と呼ばれるものであり、人間が欲動に駆られた際に、それと反発する超自我との葛藤が起こり、これにより精神が不安定になるのだという。つまり、リビドーの抑圧が精神の不安を引き起こすのではなく、精神の不安こそが抑圧を引き起こすと自らの説を訂正したのである。フロイトは元々抑圧の概念を防衛そのものとして扱っていたのだが、1926年にフロイトが発表した『制止、症状、不安』においては、もはや抑圧は数ある防衛機制のうちの一つに過ぎない存在として扱われている。
また、一方で彼は「対象リビドー」（性欲動）と「自我リビドー」（自己保存欲動、自我欲動）の当初の二元論を変化させ、独: Lebenstrieb（生の欲動　アメリカでの訳エロス　）と独: Todestrieb（死の欲動　アメリカでの訳タナトス　）という概念も提唱した。1920年フロイトは『快感原則の彼岸』を発表し、この新たなる二元論を表明した。この概念は後に心的外傷後ストレス障害（PTSD）と呼ばれることになる外傷神経症の患者の悪夢の研究で考え出されたものであった。この新たな二元論は、生命は非生命から生まれたものであるため最終的には回帰点として死を本能的に欲求しているという考えから来た理論であり、戦争体験といった外傷性の悪夢にはタナトスの概念が働いていて、何度も何度も反復強迫的に過去の体験についての悪夢を見続けることは自身の目的として死を目指すその欲動が働いている結果なのだという。フロイトは、『夢判断』の時点では夢は欲望を充足するものだという考えを表明していたが、外傷性の悪夢においては当てはまらないため、無意識が反復を求めているだけと解釈し、自らの「快感原則」及び「現実原則」の概念から逸脱したこの原則をバーバラ・ロウの概念を借用して涅槃原則（ニルヴァーナ原則）と呼んだ。

### フロイト説への評論
エレン・バスの『The Courege to Heal』（1988年）やジュディス・ハーマンの『Trauma and Recovery』（1992年）など、フロイトが誘惑理論から退行したため心的外傷論も放棄したかのような誤解は多いが、実際はフロイトはその後も心的外傷論の立場は崩していない。『自我とエス』の方のテキストを重視したフロイトの娘であるアンナ・フロイトは、自我心理学を開き自我を強くする事こそが病理を直す助けになると唱えたが、自我心理学のやり方は間違っているとして「フロイトに帰れ」と唱えたジャック・ラカンは『快感原則の彼岸』の方のテキストを重視し、現実界・象徴界・想像界という三界が存在し、フロイトがエディプスコンプックスと呼んだものを言語機能におけるシニフィアンの法として読み替え、言語的領域に当たる象徴界が機能の破綻をきたし、死の欲動に当たる現実界が直接想像界に影響を及ぼすことで精神病状態が生み出されると考えた。
しかし、この説の変換のために、アメリカで1980年代から1990年代にかけ回復記憶運動が起こりそれに対する反発が強まった1990年代初めに、被害者の支援側からは記憶が幻想だと主張したとしてフロイトは加害者側の味方として非難され、一方で訴えられた側は抑圧された性的虐待の記憶が神経症の原因になるという誤った心的外傷論を打ち立てたとしてフロイトを被害者側の味方として非難する状況が作り出された。アンドリュー・ヴァクスの小説『赤毛のストレーガ』（1987年）では、小説の中の会話として実際のフロイトは女性の訴えの中にある近親相姦の話について、政治的な問題もあって否定も肯定もせず結論を出すことそのものを回避したのだと指摘している。
この両者の批判の結果、フロイトは「記憶の幻想の主張」（主に被害者側）と「記憶の捏造の促進」（主に加害者側）の面で二重の非難を浴びる結果となり、フロイトの評価は1990年代に一時酷く落ちてしまった。ただ、元々両者ともフロイトの仮説に対してまともに検証もせず批判を繰り返しただけだったこともあり、後に神経学者らがフロイトの考えにフォローを入れたので少しは復活している。
また、フロイト自身も子守女性レジから性的虐待を受けていたのではないかとの指摘もある。エロスとタナトスの二元論に基づき、「必死に生きたい」と「死を追い求める」の混合した感情を外傷神経症患者が持っているとすると、その患者は客観的には狡猾で曲がりくねった性格で、紆余曲折だらけの行動を行い、逆説的で奇妙な言動を行う人物に見えるかもしれない。だが、それこそが性的虐待サバイバーの毎日でもある。近年の脳科学研究においては前頭前野による極限的判断が抑圧された記憶を作り出している事が示唆される。また、Thomas Percy Rees (1899年 - 1963年) によれば超自我が前頭葉の働きに依存する事がロボトミーの実験から示唆されている。van der Kolkによれば皮質の体性感覚野の内部の記憶がフラッシュバックやパニックの発作で表現されるという。だが、現在のところ、理論として確立され広く容認されるまでには至っていない。

## ロフタスなどによる批判
抑圧された記憶には批判も少なくない。特に1990年代にエリザベス・ロフタスらが回復記憶セラピーにおいて虚偽記憶が作り出されている可能性を指摘したことで、このような記憶が本当に実在するのか疑惑が上がった。催眠療法などで回復したとされる記憶の中には悪魔的儀式虐待の話など、信憑性が薄い記憶も良く見られることが指摘されていた。そのため、下手をするとアメリカではこのような治療を行った場合免許証が取り消される可能性がある。この記憶に関する批判には、回復記憶セラピーにより記憶が捏造された事を反証として述べる場合がある。
虚偽記憶の可能性のために、司法の場ではこの記憶は信憑性がないとみなされる場合も少なくない。多くの裁判所はこのような訴えでも、厳密に審議されなければならない事は認めているのであるが、さほど実態には即していない。しばしば陪審員は加害者側に味方することがあった。
抑圧された記憶を主張する論者であっても、忘れようとしているだけであるとか、普通に想起しているだけであるとか、トラウマ記憶以外を忘れているのだなどの様々な解釈があり、ロフタスは自分自身のわずかな体験を文化的ナラティブに当てはめようとして起こるのだと主張している。
また、多くのトラウマ被害者はその記憶を抑圧せず、むしろ何をしても頭から離れないものだという事も反論となる。しかし、これに関しては性的虐待のトラウマの質が「秘密」に包まれたものであり全く違うという反論がある。しかし、それならばなぜ全ての性的虐待記憶が抑圧されないのかという反論がこれになされる。だが、そういった事例はあるという反論もこれにはある。だがさらに、これに事例のみならず確証がもてるような証拠を出せるかといえば、やはり存在しないのではないかとも言われる。
なお、精神障害と近親姦の関連を指摘する文献が爆発的に増えたため、1994年には「米国精神医学学会誌」（American Journal of Psychiatry）はわざわざ全ての精神障害が虐待的父親のせいだとは限らないと念を押した。また、実際に抑圧された記憶があったとしても、完全な形で取り出すことができるか、記憶の正しさの度合いをどのようにして判別するかという問題がある。実際PTSD症状が激しい場合記憶の詳細が乱れるケースが多いため、存在したとしてもまともな記憶の形をとれない可能性もある。

## 支持的な論
支持的な論は主に神経生理学（脳科学）の分野に多い。ロフタスに反対する精神分析の流れを汲む還元主義者エリック・カンデルは動物実験においてCREBのブロックにより長期記憶の形成が妨げられる事実を発見し、記憶を忘れたり強化したりする事が人工的に可能であることを示した。そもそもロフタスが抑圧説の否定の根拠としたのはそういった神経メカニズムが発見されていないことであったのだが、彼の発見によりそれが否定された。
1990年代末には、複数の研究でコルチゾールという物質がトラウマティック・ストレスにより発散され、これが記憶の抑制に関与していることがわかった。この物質がストレスにより誘発された場合には長期記憶で貯えられる情報の検索を妨げることができる。この物質は海馬を損傷させる作用があり、この物質が大量に分泌された場合、実際に記憶の検索が妨げられ「抑圧された記憶」のような現象は起こりうる可能性がある。
また、精神活動の即時的効果を示せる脳スキャンのような新たな技術は神経生理学の分野に大きな進歩をもたらした。それらの説は心的外傷による海馬や扁桃体の変化に着目する（van der Kolk等の研究者）。それによると大脳新皮質において統合されないまま海馬や扁桃体（大脳辺縁系）に記憶が散在する事が抑圧された記憶を作り出すと言う。また、この記憶は体性感覚に連動して働くとも言われる。これは「潜在記憶」と「顕在記憶」に関係する話であり、これが正しければ潜在記憶を言語化させる意味はあるといえる。この記憶は危険な場面にあった際に次に同じような場面に遭遇した際に生命を守る可能性を少しでも高めるための学習であり、危険な場面に遭った際、通常の判断時に必要な長い時間を短縮するために、前頭前野が通常行われる複雑な脳の処理を極限まで省いてしまうのだという。ただし、これは身体の「フリーズ」を引き起こす可能性があり良い面ばかりではない。また、この病のない人はトラウマティックな記憶を普通に思い出せるのに、PTSD患者の場合想起がフラッシュバックになってしまうという事実もある。
また、実際に心因性の健忘は虚偽記憶と同様によく起こる事が分かっている。例えば、リンダ・マイヤ・ウイリアムズ (1994) の報告では健忘が起こるという事を確定的に示している。この調査では12歳未満で性的虐待を受け通報され救急病院で診察を受けた129人の女性を追跡調査したが、この女性たちの38%は「カルテにその事実が残っていたのに」17年後の調査時点で全く記憶がなかった。

## 名称について
この記憶の事は「抑圧された記憶」の名称で一般化され、日本ではそれを批判したエリザベス・ロフタスの『抑圧された記憶の神話』（日本語訳は2000年出版）のために完全に普及している状況だが、様々な事情から不適切な名称と考える向きもある。なぜなら、通常の心理学用語でいう「抑圧」は記憶に重点を置かず衝動及び感情を考えているため、記憶が抑制されるという意味の「抑圧された記憶」の概念とは異なるためである。
リチャード・ガートナーは抑圧の場合意識からそれを積極的に締め出す事でその葛藤がもたらすものを支配する事を指すため、思い出してもある程度まとまりを持ってなじみのあるものとして思い出されるのだが、実際には現在は抑圧より解離の方が重視されており、そのため記憶を思い出す事はその直前の状況と同じ状況で断片的な記憶として再体験されると述べている。
だが、その場合はあらゆるトラウマティックな事象に対して健忘という手段を用いている場合があり、その対処方法すなわち全ての事象を解離させる事で現実に対応しようとする方法がこの患者では問題とされる。そのため、乱暴な方法による感情への対処方法を変えさせるという意味でトラウマを処理する事は意味を持つと考えられる一方で、全ての記憶を取り戻さなくてはならないという考えは支持されていない。
精神分析では解離を抑圧の特殊な形式と見なしてきたが、現在の脳科学や認知心理学の観点からすれば抑圧は解離の特殊な形式であると考えた方がよい。ただし、虐待を受け記憶を喪失した場合にはいずれも経験していると考えられているため、多くの場合同様の現象として扱われる。
解離と抑圧は似たように扱われるが正確には異なる現象である。解離とは既存の認知の枠組みに組み込まないために起こる現象であり、抑圧とは当初は想起出来ても意識による著しい秘匿の支持によって起こる現象であると定義される。レノア・テアは抑圧による記憶消去があった時のみ記憶がまざまざと蘇るのであって、取り込みの段階で解離してしまった記憶は曖昧な形でしか想起できないと述べている。
また、抑圧された記憶の考えはただ忘れるだけではなくそれを後に取り戻す事ができるというため、その意味でも抑圧された記憶の概念と解離性健忘の概念は異なる。ただ、健忘の考えにはそれを思い出せるという考えは含まれている。しかしそれでも「抑圧された記憶」の概念と「健忘」の概念はそれぞれ異なるといえる。
また、「抑圧された記憶」は回復記憶療法で捏造された「虚偽記憶」の概念ともまた異なるため、それが偽りの記憶であっても「抑圧された記憶」が存在しないという事にはならない。また逆に、「抑圧された記憶」が存在するからといって「虚偽記憶」が存在しないわけでもない。

## 関連書籍
- 『Unchained Memories: True Stories of Traumatic Memories, Lost and Found』(Lenore Terr,1994)ISBN 0465088236
  - 『記憶を消す子供たち』（レノア・テア、訳1995）ISBN 4794206380
- 『Opening Skinner's Box: Great Psychological Experiments of the Twentieth Century』(Lauren Slater,2004)ISBN 0393326551
  - 『心は実験できるか—20世紀心理学実験物語』（ローレン・スレイター、訳2005）ISBN 4-314-00989-6
- 『家族の闇をさぐる—現代の親子関係』（斎藤学、2001）ISBN 4-09-387247-3
- 『悪魔を思い出す娘たち―よみがえる性的虐待の「記憶」』（ローレンス・ライト、訳1999）ISBN 4-7601-1728-8